# M'saken
M'saken (مساكن in arabo) è una città della Tunisia, nel governatorato di Susa.
È posta a 140 km a sud della capitale Tunisi, lungo il tracciato dell'autostrada A1.